# سرتشيل (قلعة قاضي)
سرتشیل (بالفارسية: سرچیل) هي قرية تقع في إيران في قسم قلعة قاضي الريفي. يقدر عدد سكانها بـ 196 نسمة بحسب إحصاء 2016.